# 甘霖镇 (夹江县)
甘霖镇，是中华人民共和国四川省乐山市夹江县曾经下辖的一个镇。2019年9月，撤销甘霖镇和顺河乡，将其所属行政区域划归甘江镇管辖。

## 行政区划
甘霖镇撤销前下辖以下地区：
大石桥村、席河村、宝华村、新生村、南山村、民主村、文沟村、朝阳村、定会村和板桥村。